# Bob Wood (auteur)
Pour les articles homonymes, voir Bob Wood et Wood.
Bob Wood, né le 14 juin 1917 et mort le 7 novembre 1966, est un auteur américain de bande dessinée.

## Biographie
Bob Wood naît le 14 juin 1917. Il travaille pour le studio de Harry Chesler et dessine des séries pour Lev Gleason Publications, MLJ ou Novelty Press. En 1937-1938, il dessine un comic strip intitulé Goodbyeland. À partir de 1942, il est responsable avec Charles Biro du comics Crime Does Not Pay, un comics policier publié par Lev Gleason. L'instauration du comics code oblige Lev Gleason à interrompre la parution de son magazine vedette et Bob Wood se retrouve sans emploi. il travaille alors pour des comics érotiques, vendus hors des circuits classiques de distribution. Il sombre dans l'alcoolisme et un soir d'août 1958, tue sous l'emprise de la boisson une femme avec laquelle il vivait depuis quelques jours. Arrêté la nuit même il est rapidement condamné mais le juge lui inflige une sentence légère de quelques années de prison. Il sort en 1962. Le 7 novembre 1966 il est retrouvé mort sur l'autoroute du New Jersey. N'ayant pu payer ses dettes envers des criminels rencontrés à Sing Sing, il aurait été assassiné par ceux-ci.